# Фристайл на зимових Олімпійських іграх 2018 — слоупстайл (чоловіки)
Змагання з фристайлу в дисципліні слоупстайл серед чоловіків у програмі Зимових Олімпійських ігор 2018 пройшли 18 лютого в сніговому парку «Фенікс», Пхьончхан .

## Кваліфікація на Ігри
Перші 30 спортсменів у списку розподілення олімпійських квот кваліфікувались, не більш як по чотири від кожного Національного олімпійського комітету (НОК). Всі вони мали потрапити в 30-ку найсильніших на етапах Кубка світу, або на чемпіонаті світу 2017 року у своїй дисципліні, а також набрати як мінімум 50 очок FIS під час кваліфікаційного періоду (від 1 липня 2016 року до 31 січня 2018-го). Якщо команда-господар, Південна Корея не кваліфікується, то їхній вибраний спортсмен зможе замінити останнього в списку тих, хто кваліфікувався, за умови, що всі кваліфікаційні критерії виконані.

## Медалісти
| Золото                  | Срібло         | Бронза                    |
| Норвегія Ейстейн Бротен | США Нік Геппер | Канада Алекс Больє-Маршан |

## Розклад
Час місцевий (UTC+9)
| Дата      | Час   | Коло         |
| --------- | ----- | ------------ |
| 18 лютого | 10:00 | Кваліфікація |
| 18 лютого | 13:15 | Фінал        |

## Результати

### Кваліфікація
Кваліфікація змагань пройшла 18 лютого. У ній взяли участь 30 спортсменів, які виконали по два спуски. У залік йшов результат кращого з них. На кожну спробу давалося 120 секунд. Фристайлісти, які посіли перші 12 місць, відбиралися у фінал.
| Місце | Номер | Спортсмен                 | Країна          | Спуск 1 | Спуск 2 | Кращий | Нотатки |
| ----- | ----- | ------------------------- | --------------- | ------- | ------- | ------ | ------- |
| 1     | 3     | Оскар Вестер              | Швеція          | 40.60   | 95.40   | 95.40  | Q       |
| 2     | 1     | Андрі Рагеттлі            | Швейцарія       | 95.00   | 27.40   | 95.00  | Q       |
| 3     | 28    | Алекс Больє-Маршан        | Канада          | 48.20   | 94.20   | 94.20  | Q       |
| 4     | 2     | Ейстейн Бротен            | Норвегія        | 83.20   | 93.80   | 93.80  | Q       |
| 5     | 12    | Нік Геппер                | США             | 92.80   | 85.00   | 92.80  | Q       |
| 6     | 7     | Тіл Гарле                 | Канада          | 88.00   | 91.20   | 91.20  | Q       |
| 7     | 30    | Ґас Кенворті              | США             | 88.60   | 90.80   | 90.80  | Q       |
| 8     | 6     | Джеймс Вудс               | Велика Британія | 90.20   | 19.60   | 90.20  | Q       |
| 9     | 18    | Еліас Амбюль              | Швейцарія       | 89.60   | 67.40   | 89.60  | Q       |
| 10    | 4     | Фердінанд Даль            | Норвегія        | 46.60   | 89.00   | 89.00  | Q       |
| 11    | 5     | Еван Макехрен             | Канада          | 74.80   | 87.80   | 87.80  | Q       |
| 12    | 11    | Йонас Унцікер             | Швейцарія       | 85.80   | 64.80   | 85.80  | Q       |
| 13    | 19    | Фінн Білоус               | Нова Зеландія   | 24.80   | 85.00   | 85.00  |         |
| 14    | 14    | Фелікс Стрідсберг-Устеруд | Норвегія        | 14.60   | 84.20   | 84.20  |         |
| 15    | 9     | Макрей Вільямс            | США             | 81.60   | 26.40   | 81.60  |         |
| 16    | 16    | Алекс Голл                | США             | 69.80   | 77.80   | 77.80  |         |
| 17    | 13    | Генрік Гарлот             | Швеція          | 18.00   | 75.80   | 75.80  |         |
| 18    | 22    | Олівер Магнуссон          | Швеція          | 73.20   | 69.20   | 73.20  |         |
| 19    | 27    | Рассел Хеншоу             | Австралія       | 72.60   | 64.00   | 72.60  |         |
| 20    | 21    | Тайсей Ямамото            | Японія          | 56.00   | 70.40   | 70.40  |         |
| 21    | 24    | Бенуа Буратті             | Франція         | 67.00   | 62.00   | 67.00  |         |
| 22    | 15    | Алекс Беллемар            | Канада          | 64.20   | 26.20   | 64.20  |         |
| 23    | 8     | Єспер Т'єдер              | Швеція          | 60.60   | 56.00   | 60.60  |         |
| 24    | 10    | Фабіан Беш                | Швейцарія       | 8.20    | 55.00   | 55.00  |         |
| 25    | 20    | Джексон Веллс             | Нова Зеландія   | 52.80   | 42.00   | 52.80  |         |
| 26    | 26    | Йоона Кангас              | Фінляндія       | 47.80   | 48.80   | 48.80  |         |
| 27    | 25    | Роберт Франко             | Мексика         | 21.60   | 36.00   | 36.00  |         |
| 28    | 29    | Крістіан Нуммедаль        | Норвегія        | 27.00   | 29.20   | 29.20  |         |
| 29    | 23    | Тайлер Гардінг            | Велика Британія | 20.00   | 21.00   | 21.00  |         |
| 30    | 17    | Антуан Аделісс            | Франція         | 10.00   | 17.60   | 17.60  |         |

### Фінал
У фіналі взяли участь 12 спортсменів. У порівнянні з минулими Іграми відбулись зміни у форматі. На відміну від сочинських ігор, кожен зі спортсменів виконав по три спуски. У залік йшов результат найкращого з них. На кожну спробу давалося 125 секунд. Фінал розпочався о 14:11 за місцевим часом (UTC+9).
| Місце | Номер | Спортсмен          | Країна          | Спуск 1 | Спуск 2 | Спуск 3 | Найкращий | Нотатки |
| ----- | ----- | ------------------ | --------------- | ------- | ------- | ------- | --------- | ------- |
| 1     | 2     | Ейстейн Бротен     | Норвегія        | 95.00   | 46.40   | 24.00   | 95.00     |         |
| 2     | 12    | Нік Геппер         | США             | 59.00   | 69.00   | 93.60   | 93.60     |         |
| 3     | 28    | Алекс Больє-Маршан | Канада          | 81.60   | 92.40   | 82.40   | 92.40     |         |
| 4     | 6     | Джеймс Вудс        | Велика Британія | 29.20   | 91.00   | 90.00   | 91.00     |         |
| 5     | 7     | Тіл Гарле          | Канада          | 22.80   | 25.60   | 90.00   | 90.00     |         |
| 6     | 5     | Еван Макехрен      | Канада          | 89.40   | 4.40    | 32.60   | 89.40     |         |
| 7     | 1     | Андрі Рагеттлі     | Швейцарія       | 85.80   | 73.20   | 65.40   | 85.80     |         |
| 8     | 4     | Фердінанд Даль     | Норвегія        | 42.20   | 76.40   | 41.80   | 76.40     |         |
| 9     | 18    | Еліас Амбюль       | Швейцарія       | 18.80   | 71.60   | 73.20   | 73.20     |         |
| 10    | 11    | Йонас Унцікер      | Швейцарія       | 5.20    | 66.20   | 46.40   | 66.20     |         |
| 11    | 3     | Оскар Вестер       | Швеція          | 7.60    | 62.00   | 12.60   | 62.00     |         |
| 12    | 30    | Ґас Кенворті       | США             | 35.00   | 20.00   | 32.00   | 35.00     |         |